# Eurodryas ibarrae
Eurodryas ibarrae är en fjärilsart som beskrevs av Yves de Lajonquière 1965. Eurodryas ibarrae ingår i släktet Eurodryas och familjen praktfjärilar. Inga underarter finns listade i Catalogue of Life.